# كورتيس هاو سبرينغر
كورتيس هاو سبرينغر (بالإنجليزية: Curtis Howe Springer)‏ هو مقدم برامج إذاعية أمريكي، ولد في 2 ديسمبر 1896 في برمنغهام في الولايات المتحدة، وتوفي في 19 أغسطس 1985 في لاس فيغاس في الولايات المتحدة.